# Étoile de Maigne
 (octobre 2011).
Si vous disposez d'ouvrages ou d'articles de référence ou si vous connaissez des sites web de qualité traitant du thème abordé ici, merci de compléter l'article en donnant les références utiles à sa vérifiabilité et en les liant à la section « Notes et références ».
L'étoile de Maigne ou croix de Maigne, est un aspect de l'examen physique du rachis codifié par le Dr. Robert Maigne, et est utilisée lors de l'examen médical. Elle représente les différents mouvements passifs du rachis lombaire et du rachis cervical.

Le kinésithérapeute y note les douleurs et les raideurs du patient durant le mouvement actif.
Pour garantir une terminologie unifiée, les kinésithérapeutes utilisent les termes suivants :
- — pour une raideur en fin de mouvement.
- O pour un passage douloureux.
- X pour une douleur en fin de mouvement.

## Description
F pour Flexion 

E pour extension

LFD pour latéro-flexion droite

LFG pour latéro-flexion gauche

RD pour rotation droite

RG pour rotation gauche